# Hans Georg Brenner
Hans Georg Brenner (* 13. Februar 1903 in Barranowen; † 10. August 1961 in Hamburg) war ein deutscher Schriftsteller, Übersetzer und Lektor aus der Inneren Emigration und später, nach dem Zusammenbruch des deutschen Faschismus, der Gruppe 47, die ihren Namen einem Vorschlag Brenners verdankt.

## Leben
Der Pfarrerssohn aus Ostpreußen war bereits in der Vorkriegszeit in Berlin als Lektor (des Universitas-Verlages) tätig, wodurch er sich unter anderem mit Wolfgang Koeppen befreundete. Er schrieb auch Kritiken für die Weltbühne und die Tagespresse. 1945 wird er Lektor im Rowohlt Verlag in Stuttgart, später im Claassen-Verlag in Hamburg. Als Übersetzer macht er sich vor allem um die Werke Jean-Paul Sartres verdient. Er übersetzt außerdem Albert Camus, Jean Genet, Louis Armstrong. 1954 zählte er zu den Gründungsmitgliedern im Verband deutschsprachiger Übersetzer literarischer und wissenschaftlicher Werke, VdÜ. Seine eigenen Texte, vor allem erzählende Prosa mit sozialkritischem Anliegen und Biographien, ließ er zum Teil unter dem Pseudonym Reinhold (Th.) Grabe erscheinen. Brenner, verheiratet mit der Übersetzerin Susanna Rademacher, galt als „Senior“ der Gruppe 47. Er starb mit 58 Jahren.

## Werke
- Fahrt über den See. Roman. Berlin 1934 (erneut 1938)
- Das Geheimnis des Adolph Freiherr von Knigge. Die Wege eines Menschenkenners. Hamburg 1936
- Das Lebenswerk des Freiherrn vom Stein. Ein politisches Testament. Berlin 1936
- Der Hundertguldentanz. Erzählung. Leipzig 1939; Feldpostausgabe 1942
- Nachtwachen: Die Aufzeichnungen eines jungen Mannes. Berlin 1940
- Drei Abenteuer Don Juans. Berlin 1941
- Liebesopfer. Schauspiel. Wien 1942
- Sonette eines Sommers. Hamburg 1943
- als Hrsg. Alte Kalendergeschichten. Berlin 1944
- Das ehrsame Sodom. Roman. Hamburg 1950
- Treppen. Erzählungen und Hörspiele. Hamburg 1962[4]

## Übersetzungen
- Louis Armstrong: Mein Leben – mein New Orleans, Hamburg 1953
- Honoré de Balzac: Die rote Herberge, Wildbad 1949
- Louis Biancolli: Große Gespräche aus Geistesgeschichte und Weltpolitik, Hamburg 1958 (zusammen mit Susanna Rademacher)
- Antoine Blondin: Die Kinder des lieben Gottes, Berlin 1955
- Victor Bogomoletz: Man altert zu früh, Hamburg 1953
- Albert Camus: Der Fremde, Düsseldorf 1957 (zusammen mit Georg Goyert)
- Albert Camus: Der Mythos von Sisyphos, Bad Salzig 1950 (zusammen mit Wolfdietrich Rasch)
- Pamela Frankau: "Nur dieses: Euer Herz für meinen Herrn", Hamburg 1951 (zusammen mit Susanna Rademacher)
- Jean Genet: Wände überall. Hamburg 1960
- Sverre Holmsen: Singende Koralle. Hamburg 1951 (zusammen mit Elisabeth Ihle)
- Valéry Larbaud: Kinderseelen. Wiesbaden 1953 (zusammen mit Georg Goyert)
- Jean-Paul Sartre: Der Aufschub. Stuttgart 1950
- Jean-Paul Sartre: Der Pfahl im Fleische. Hamburg 1951
- Jean-Paul Sartre: Situationen. Hamburg 1956 (zusammen mit Günther Scheel)
- Jean-Paul Sartre: Was ist Literatur? Hamburg 1950
- Jean-Paul Sartre: Zeit der Reife. Stuttgart 1949